# Uniwersytet Pomorski w Słupsku
Uniwersytet Pomorski w Słupsku (UP w Słupsku) – państwowa szkoła wyższa w Polsce z siedzibą w Słupsku, kształcąca na kierunkach humanistycznych, społecznych, medycznych, technicznych i ścisłych. Powstała w 1969 jako Wyższa Szkoła Nauczycielska, dla której bazą było Studium Nauczycielskie istniejące od 1957. Jest jedyną publiczną i najstarszą uczelnią w Słupsku, na której studiuje 3301 studentów.
W wyniku ustawy Sejmu RP, 1 czerwca 2023 dawna Akademia Pomorska została przekształcona w Uniwersytet Pomorski.

## Charakterystyka
Uczelnia kształci studentów na 27 podstawowych kierunkach oraz ponad 100 specjalnościach na studiach stacjonarnych oraz niestacjonarnych. Od kilkunastu lat Uniwersytet Pomorski jest uczelnią interdyscyplinarną z przewagą kierunków humanistycznych. W jej ramach znajduje się 10 instytutów oraz Katedra Sztuki Muzycznej i jednostki ogólnouczelniane.
Aktualnie zatrudnionych jest ok. 400 pracowników naukowo-dydaktycznych. Pod względem uzyskanych stopni naukowych na uczelni pracuje: 118 profesorów, 166 doktorów i 90 magistrów. Zajęcia prowadzone są również przez profesorów wizytujących z innych naukowych instytucji krajowych oraz zagranicznych. Uczelnia ponadto współpracuje z emerytowanymi profesorami, których autorytet wspiera zarówno proces dydaktyczny, jak i przede wszystkim wymianę międzynarodową.

## Historia
Zalążkiem Uniwersytetu Pomorskiego w Słupsku było Studium Nauczycielskie w Słupsku, które działało od 1957. W 1969 ukształtowały się struktury uczelni – powstała Wyższa Szkoła Nauczycielska w Słupsku. Rozwój szkoły sprawił, że w 1974 możliwe stało się przekształcenie jej w wyższą szkołę pedagogiczną. Działania podejmowane od tamtego czasu pozwoliły spełnić wszystkie wymogi ustawowe, co w 2000  zaowocowało otrzymaniem statusu akademickiego, a WSP stało się Pomorską Akademią Pedagogiczną.
Senat Pomorskiej Akademii Pedagogicznej w 2006 podjął starania dotyczące zmiany nazwy na Akademia Pomorska. Celem tej decyzji było podkreślenie różnorodnych kierunków i specjalności kształcenia. Studia nauczycielskie stały się bowiem częścią przedkładanej oferty edukacyjnej. Na uczelni istniały wtedy wydziały: Filologiczno-Historyczny, Edukacyjno-Filozoficzny i Matematyczno-Przyrodniczy. W 2007 powstała Katedra Bezpieczeństwa Narodowego, a Katedra Pielęgniarstwa została przekształcona w Katedrę Nauk o Zdrowiu, co było krokiem do utworzenia kolejnego wydziału. Współpraca z naukowymi ośrodkami krajowymi i zagranicznymi, m.in. z Belgii, Niemiec, Rosji, Szwecji, Ukrainy czy Węgier pozwala uczelni na stałą wymianę studentów i wykładowców.
Strategia rozwoju uczelni w XXI w. była nakierowana na zdobycie statusu uniwersytetu, a pierwszym krokiem na tej drodze była zmiana samego procesu dydaktycznego – wprowadzenie na wszystkich kierunkach podziału na trzyletnie studia zawodowe (licencjackie) i dwuletnie uzupełniające (magisterskie).

### Kalendarium
- 1957–1969: Studium Nauczycielskie
- 1969–1974: Wyższa Szkoła Nauczycielska
- 1974–2000: Wyższa Szkoła Pedagogiczna
- 2000–2006: Pomorska Akademia Pedagogiczna
- 2006–2023: Akademia Pomorska
- od 2023 r. Uniwersytet Pomorski

## Władze uczelni
W kadencji 2024–2028:
| Stanowisko                         | Imię i nazwisko                 |
| ---------------------------------- | ------------------------------- |
| Rektor                             | dr hab. inż. Zbigniew Osadowski |
| Prorektor ds. Studentów            | dr hab. Anna Babicka-Wirkus     |
| Prorektor ds. Kształcenia          | dr hab. Andrzej Urbanek         |
| Prorektor ds. Nauki                | dr hab. Piotr Frąckiewicz       |
| Prorektor ds. Rozwoju i Współpracy | dr hab. Marek Łukasik           |

## Poczet rektorów
1. prof. dr hab. Bogusław Drewniak (1969–1971)
2. prof. dr hab. Zbigniew Antoni Żechowski (1971–1978)
3. prof. dr hab. Andrzej Czarnik (1978–1987)
4. prof. dr hab. Hieronim Rybicki (1987–1990)
5. dr hab. Andrzej Ewert (1990–1993)
6. dr hab. Stanisław Łach (1993–1994)
7. dr hab. Stefan Rudnik (1994–1996)
8. prof. dr hab. Zdzisław Bogucki (1997–1997)
9. prof. dr hab. Jerzy Hauziński (1997–2002)
10. dr hab. Danuta Gierczyńska (2002–2008)
11. prof. dr hab. Roman Drozd (2008–2016)
12. dr hab. inż. Zbigniew Osadowski (od 2016)

## Administracja
- Rektor[12]
  - Biuro Rektora
  - Archiwum Uczelniane
  - Audytor Wewnętrzny
  - Inspektor ds. BHP i PPOŻ.
  - Pion ochrony
  - Radca Prawny
  - Sekcja Kadr i Spraw Socjalnych
  - Sekcja ds. Promocji Uczelni

- Kanclerz
  - Kancelaria Ogólna
  - Biuro ds. Funduszy Zewnętrznych
  - Biuro Gospodarowania Majątkiem
  - Sekcja ds. Zamówień Publicznych
  - Sekcja Informatyki
  - Kwestor (zastępca Kanclerza)
    - Sekcja Finansowo-Księgowa
    - Sekcja Płac

- Prorektor ds. Kształcenia i Studentów
  - Biuro ds. Kształcenia i Studentów
  - Osiedle Akademickie
  - Centrum Sportowo-Rehabilitacyjne
  - Studium Praktycznej Nauki Języków Obcych

- Prorektor ds. Nauki
  - Biuro ds. Nauki
  - Biblioteka Uczelniana
  - Wydawnictwo Naukowe

- Prorektor ds. Programów Europejskich i Współpracy z Gospodarką
  - Biuro ds. Karier i Współpracy z Gospodarką
  - Akademickie Centrum Czystej Energii
  - Centrum Doskonalenia i Kształcenia Kompetencji

## Struktura

### Instytut Bezpieczeństwa i Socjologii
Dyrektor: prof. dr hab. Janusz Gierszewski
- Katedra Bezpieczeństwa Narodowego
- Katedra Socjologii

### Instytut Biologii
Dyrektor: dr hab. inż. Anna Jarosiewicz
- Katedra Biologii
- Katedra Nauk o Ziemi i Środowisku

### Instytut Filologii
Dyrektor: dr hab. Krystyna Krawiec-Złotkowska
- Katedra Filologii Polskiej
- Katedra Neofilologii
- Katedra Filologii Angielskiej

### Instytut Geografii
Dyrektor: dr hab. Iwona Jażewicz
- Zakład Geografii Społeczno-Ekonomicznej i Studiów Regionalnych
- Zakład Turystyki i Rekreacji

### Instytut Historii
Dyrektor: prof. dr hab. Wojciech Skóra
- Pracownia Historii Starożytnej
- Zakład Historii Średniowiecznej
- Zakład Historii Nowożytnej i XIX wieku
- Zakład Historii XX wieku
- Zakład Historii Pomorza Archiwistyki
- Zakład Studiów Wschodnich

### Instytut Nauk Ścisłych i Technicznych
Dyrektor: dr Stanisław Kowalczyk
- Zakład Fizyki
- Zakład Informatyki
- Zakład Matematyki
- Pracownia Dydaktyki

### Instytut Nauk o Zdrowiu
Dyrektor: dr Monika Waśkow
- Katedra Pielęgniarstwa i Ratownictwa Medycznego
- Katedra Rehabilitacji i Odnowy Biologicznej

### Instytut Pedagogiki i Psychologii
Dyrektor: dr hab. Anna Babicka-Wirkus
- Zakład Pedagogiki Ogólnej i Podstaw Edukacji
- Zakład Edukacji Wczesnej i Systemów Dydaktycznych
- Zakład Psychologii
- Zakład Pedagogiki Społecznej
- Zakład Pracy Socjalnej

### Instytut Prawa i Administracji
Dyrektor: prof. dr hab. Dariusz Szpoper
- Zakład Prawa
- Zakład Administracji

### Instytut Zarządzania
Dyrektor: dr Ewa Matuska
- Zakład Organizacji i Zarządzania
- Zakład Logistyki i Innowacji
- Zakład Ekonomii i Zarządzania Finansami
- Zakład Marketingu i Zarządzania Kapitałem Społecznym

### Katedra Sztuki Muzycznej
Kierownik: dr hab. Jarosław Chaciński
- Zakład Dydaktyki Muzyki
- Zakład Dyrygentury Chóralnej i Aranżacji Muzyki
- Zakład Praktyki Instrumentalnej i Wokalnej

## Jednostki międzywydziałowe i ogólnouczelniane
| Jednostka                                   | Kierownik           |
| ------------------------------------------- | ------------------- |
| Biblioteka Uczelniana                       | mgr Szczepan Kolada |
| Wydawnictwo Naukowe                         | mgr Szczepan Kolada |
| Archiwum Uniwersytetu Pomorskiego w Słupsku | mgr Eugenia Rybak   |
| Studium Praktycznej Nauki Języków Obcych    | mgr Adriana Drobko  |
| Studium Wychowania Fizycznego i Sportu      | dr Robert Bąk       |

## Pozostałe jednostki organizacyjne
| Jednostka                                      | Kierownik          |
| ---------------------------------------------- | ------------------ |
| Akademickie Centrum Czystej Energii            | dr Robert Jaworski |
| Centrum Doskonalenia i Kształcenia Kompetencji | mgr Mateusz Nitka  |

## Kierunki kształcenia
Aktualnie Uniwersytet Pomorski w Słupsku oferuje możliwość kształcenia na następujących kierunkach studiów:
| - Administracja (WNS) - Bezpieczeństwo narodowe (WNoZiB) - Biologia (WM-P) - Edukacja artystyczna w zakresie sztuki muzycznej (WNS) - Edukacja techniczno-informatyczna (WM-P) - Filologia: (angielska, germańska, rosyjska) (WF-H) - Filologia polska (WF-H) - Fizjoterapia (WNoZ) | - Fizyka techniczna (WM-P) - Geografia (WM-P) - Historia (WF-H) - Historia regionalna (WF-H) - Kosmetologia (WM-P) - Matematyka (WM-P) - Ochrona środowiska (WM-P) - Pedagogika (WNS) | - Pielęgniarstwo (WNoZ) - Politologia (WF-H) - Praca socjalna (WNS) - Ratownictwo medyczne (WnOZ) - Socjologia (WNS) - Turystyka i Rekreacja (WM-P) - Zarządzanie (WNoZiB) |

## Posiadane uprawnienia
Uniwersytet Pomorski w Słupsku posiada następujące uprawnienia jako uczelnia publiczna do:
- nadawania stopnia naukowego doktora nauk humanistycznych w zakresie historii oraz literaturoznawstwa[29]
- nadawania stopnia naukowego doktora nauk biologicznych w zakresie biologii[30]
- nadawania stopnia naukowego doktora nauk o bezpieczeństwie w zakresie nauk o bezpieczeństwie[31]